# Перхлорилфторид
Перхлорилфторид (триоксид-фторид хлора(VII)) — неорганическое соединение семивалентного хлора с кислородом и фтором. Впервые получен Боде в 1951 году. Позже заменой ОН на F в хлорной кислоте он был получен Энгельбрехтом в 1952 году (при электролизе перхлората натрия, растворённого в жидком фтористом водороде).

## Получение
Реакцией фтора с хлорной кислотой:
2F2+4HClO4→4FClO3+2H2O+О2↑
Или взаимодействием перхлората калия со смесью фторсульфоновой кислоты и фторида сурьмы(V), при комнатной температуре:

## Физические свойства
Бесцветный газ со сладковатым запахом, плохо растворимый в воде и нерастворимый во фтороводороде. Относительно легко сжижается, примерно, как хлор или аммиак — давление насыщенного пара при 20 градусах Цельсия около 10,5 атмосфер. Умеренно токсичен. Обладает высоким для газов значением диэлектрической проницаемости.
Фторид перхлорила термически устойчив до 400°С. Выше 465°С он подвергается разложению первого порядка с энергией активации = 244 кДж моль-1.
Температура кипения: -46,7°С
Температура плавления: -152°С
Из всех газообразных веществ перхлорилфторид обладает самым высоким сопротивлением электрическому пробою (на 30% меньше, чем у SF6) и поэтому может служить отличным изолятором в высоковольтных системах.
Теплота испарения: 19,339 кДж/моль
Критическое давление: 53 атм
Плотность: 1,981 г/см³ (-145 °C)
Плотность:1,782 г/см³ (-73 °C)
Вязкость: 0,55 сантипуаз
FClO3 обладает низкой реакционной способностью при комнатной температуре и очень высоким удельным импульсом тяги, этот газ широко изучался, как окислитель ракетного топлива (он имеет преимущество по сравнению с N2O2 и ClF3 в качестве окислителя для N2H4, MeNNH2, LiH)
Очень низкий дипольный момент =0,023 Д
В кинетическом отношении перхлорилфторид очень устойчив, однако характеризуется умеренной термодинамической нестабильностью:
Удельная энтальпия образования (газ, 298°К) = -23,8 кДж моль-1
Энергия Гиббса (газ, 298°К) = +48,1 кДж моль-1

## Химические свойства
Окислительная активность при обычных условиях невелика, но быстро возрастает при нагревании.
Гидролиз соединения идёт медленно даже при 250 °C-300 °C градусах, а количественно протекает только в присутствии концентрированного раствора гидрооксида щелочного металла в запаянной трубке при высоком давлении и 300 °C градусах.
Разлагается концентрированным раствором щелочи на перхлорат и фторид:
FClO3+KOH(конц.)→HF+KClO4
FClO3+2NaOH(конц.)→NaClO4+NaF+H2O
Металлические Na и K реагируют с ним только выше 300 °С:
2Na+FClO3→NaF+NaClO3

## Применение
Мягкий фторирующий агент в органической химии. Предложен в качестве окислителя ракетного топлива.
FClO3 также действует, как мягкий фторирующий агент для соединений, включающих реакционно способную метиленовую группу, например: 